# Нацу (театр)
«Нацу» (яп. 四季劇場［夏］; рус. «Ле́то») — театр компании «Сики» в районе Синагава города Токио, Япония.

## История
Строительство здания театра компании «Сики» обошлось двумя млрд. иен. Открылся «Нацу» 11 июля 2010 года мюзиклом «Красавица и чудовище».
7 апреля 2013 года здесь состоялась японская премьера другого мюзикла «Disney Theatrical Productions» — «Русалочка». Окончание его проката ожидается весной 2016 года.

## Постановки в театре
| Дата открытия | Дата закрытия | Постановка             | Жанр   | Примечания        |
| ------------- | ------------- | ---------------------- | ------ | ----------------- |
| 11.07.2010    | 27.01.2013    | «Красавица и чудовище» | мюзикл |                   |
| 07.04.2013    | в прокате     | «Русалочка»            | мюзикл | Японская премьера |